# São Sebastião do Rio Preto
São Sebastião do Rio Preto är en kommun i Brasilien.   Den ligger i delstaten Minas Gerais, i den sydöstra delen av landet, 600 km sydost om huvudstaden Brasília. Antalet invånare är 1 616.
Omgivningarna runt São Sebastião do Rio Preto är huvudsakligen savann. Runt São Sebastião do Rio Preto är det ganska glesbefolkat, med 21 invånare per kvadratkilometer.